# فيل سومطري
الفيل السومطري (الاسم العلمي: Elephas maximus sumatranus) (بالإنجليزية: Sumatran elephant)‏ هو نويع من الحيوانات يتبع نوع الفيل الآسيوي من جنس الفيل الآسيوي.